# Плавание в ластах на Всемирных играх 2009
Плавание в ластах на Всемирных играх 2009 включало розыгрыш десяти комплектов медалей.

## Призёры

### Мужчины
| Дисциплина       | Золото                                                                     | Серебро                                                                     | Бронза                                                                         |
| ---------------- | -------------------------------------------------------------------------- | --------------------------------------------------------------------------- | ------------------------------------------------------------------------------ |
| 50 м, апнеа      | Игорь Сорока                                                               | Евгений Скорженко                                                           | Ли Кван Хо                                                                     |
| 100 м в ластах   | Мяо Цзинвэй                                                                | Дмитрий Сидоренко                                                           | Андреа Нава                                                                    |
| 200 м в ластах   | Стефано Фиджини                                                            | Андреа Нава                                                                 | Ё Гён Хён                                                                      |
| 400 м в ластах   | Стефано Фиджини                                                            | Свен Лютцкендорф                                                            | Денес Канио                                                                    |
| Эстафета 4х100 м | Виктор Панёв · Дмитрий Шекера · Игорь Сорока · Дмитрий Сидоренко · Украина | Стефано Фиджини · Чезаре Фумарола · Джанлука Манчини · Андреа Нава · Италия | Андрей Бураков · Павел Кулаков · Николай Резников · Евгений Скорженко · Россия |

### Женщины
| Дисциплина       | Золото                                                | Серебро                                                              | Бронза                                                                              |
| ---------------- | ----------------------------------------------------- | -------------------------------------------------------------------- | ----------------------------------------------------------------------------------- |
| 50 м, апнеа      | Чжу Баочжэн                                           | Сюй Хуаншан                                                          | Яна Касимова                                                                        |
| 100 м в ластах   | Чжу Баочжэн                                           | Лян Яою                                                              | Камилла Хейтц Чой Са Ром                                                            |
| 200 м в ластах   | Василиса Кравчук                                      | Валерия Барановская                                                  | Ольга Шляховская                                                                    |
| 400 м в ластах   | Василиса Кравчук                                      | Лю Ци                                                                | Ольга Шляховская                                                                    |
| Эстафета 4х100 м | Ли Цзин · Лян Яою · Сюй Хуаншан · Чжу Баочжэн · Китай | Чой Са Ром · Чан Е Сол · Чон А Рам · Ким Хён Чжин · Республика Корея | Валерия Барановская · Медея Джавахишвили · Яна Касимова · Василиса Кравчук · Россия |